# Johan Fredrik Markman
Johan Fredrik Markman, född omkring 1763, död 25 augusti 1806 i Skövde, var en svensk kyrkomålare, allmogemålare och rådman.
Han var gift med Stina From. Markman var verksam som kyrkomålare i Västergötland. Han målade en serie evangelister och apostlar i Bergs kyrka 1795 och liknande motiv i Lugnås kyrka 1800. Bland hans kvarlåtenskap fanns Fem större och mindre Böcker med ritningar och kopparstick samt en stor inbunden bok med ritstycken. 